# 바늘공말
바늘공말(Acanthosphaera zachariasii)은 클로렐라목 클로렐라과에 속하는 녹조류의 일종이다. 바늘공말속(Acanthosphaera)에 속하는 2종 중의 하나이다. 이전에는 녹색소구체말목에 속하는 미세보리수염말과에 속하는 종으로 분류했다. 유럽과 아시아 등의 온대 지역에 분포한다.